# نقاشی دیواری (فیلم)
نقاشی دیواری (روسی: Граффити) یک فیلم کمدی روسی محصول سال ۲۰۰۶ به کارگردانی ایگور آپاسیان است. این فیلم برنده دیپلم هیئت داوران بخش رقابتی پانوراما ارمنی چهارمین دوره جشنواره بین‌المللی فیلم زردآلوی طلایی ایروان شد.